# Comissió Internacional per a les Especificacions Microbiològiques dels Aliments (ICSMF)
La Comissió Internacional per a les Especificacions Microbiològiques dels Aliments (en anglès International Commission on Microbiological Specifications for Food (ICMSF)) és un organisme creat el 1962 dedicat a definir criteris microbiològics per assegurar la seguretat microbiològica dels aliments. És un dels tres comités que componen actualment la divisió de bacteriologia i microbiologia aplicada de la Unió Internacional de Societats Microbiològiques (International Union of Microbilogical Societies (IUMS) per les seves sigles en anglès), dedicada a promoure la bacteriologia i les ciències relacionades en investigació, educació i serveis a tot el món. Està vinculada a l'Associació Internacional de Societats Biològiques (IUBS) i a l'Organització Mundial de la Salut (WHO) a través de la Unió Internacional de Societats Microbiològiques (IUMS).

## Origen
La ICMSF va sorgir l'any 1962 com un comité de l'Associació Internacional de Societats Microbiològiques (IAMS, actualment IUMS). La Comissió es va crear en resposta a la necessitat d'un cos que s'encarregués de les decisions internacionals respecte els límits microbiològics dels aliments.
A principis dels anys 60, la consciència microbiològica sobre seguretat alimentària es trobava en alça. Això es debia principalment a que la producció alimentària s'estava industrialitzant i amb l'augment de la producció i el transport dels aliments a més distància també varen créixer el brots de malalties provocades per infeccions alimentàries. Degut a la necessitat d'evitar la contaminació dels aliments, la WHO i la FAO (Food and Agriculture Organization) varen col·laborar per crear un Codex Alimentarius. Aquest codex estava regulat pel Comité del Codex sobre la Higiene dels Aliments (CCFH) i pretenia regular els processos utilitzats en la indústria alimentaria per mantenir una higiène adequada, a més de donar una descripció de les condicions en les que havia d'estar el producte final per comercialitzar-se. A més, apareixen un gran nombre i varietat de tests, protocols i mètodes d'anàlisi en general per garantir la seguretat alimentària, alguns de dubtosa efectivitat, creant confusió a indústries alimentàries i agències reguladores del voltant del globus. El principal defecte del Codex Alimentarius era que les descripcions de com havia de ser el producte final eren qualitatives i bastant subjectives. Per solucionar aquests problemes la ICMSF va crear, amb l'ajuda de biometristes externs al comité, un conjunt de criteris quantitatius basats en estudis estadístics que indicaven de forma objectiva en quin estat debia estar el producte. A diferència dels criteris utilitzats pel CCFH, els criteris presentats per la ICMSF incluien diferents nivells de perillositat segons la quantitat de microorganismes presents i tenien una base numèrica. L'èxit d'aquesta aproximació biomètrica a l'anàlisi dels aliments va provocar que la ICMSF comencés a tenir una gran influència en la ciència de la higiene alimentària. La WHO va crear un nou grup d'experts en higiene alimentària independent al CCFH perquè treballés conjuntament amb la IMCSF, ja que considerava els criteris del CCFH científicament incorrectes.
Inicialment la ICMSF estava format per 22 membres de 15 països diferents i es dividia en tres seccions principals: bacteriologia, virologia i micologia. Va aparèìxer el mateix any que el Codex Alimentarius. El 1968 la ICMSF en conjunt va publicar el seu primer llibre: Microorganisms in Foods: Their Significance and Methods of Enumeration, que identificava els patògens més usuals de les intoxicacions alimentàries i com detectar-los, aïllar-los i analitzar-los.

## Objectius
Des de la seva fundació el 1962, la ICMSF ha mantingut minuciosament quatre pilars:
1. Arreplegar, correlacionar i avaluar les proves sobre la qualitat microbiològica dels aliments.
2. Considerar si els criteris microbiològics són necessaris per a un determinat aliment.
3. Allà on sigui necessari, proposar criteris microbiològics adequats.
4. Recomanar métodes adients de presa de mostres i anàlisi.

Aquests es poden resumir en què la ICMSF treballa per avaluar els aspectes de salut pública del contingut microbiològic dels aliments i assessorar sobre els mètodes que garanteixen la seva inocuïtat.

## Funcionament
Els membres de la comissió, que són en general científics de laboratoris governamentals i experts en agricultura i tecnologia dels aliments de diferents països, són els encarregats de la recopilació d'informació, la recerca bàsica i la publicació d'articles on s'exposen els resultats dels seus estudis així com recomanacions orientades a garantir una correcta seguretat alimentària. A més, cada cert temps, anualment en general, els membres es reuneixen i les diferents subcomissions debaten sobre els diferents estudis publicats i la direcció futura que han de seguir les investigacions. Tot i així, gran part de la feina es realitza entre les diferents reunions anuals per part dels membres de la comissió i molts cops amb l'ajuda de consultors aliens a aquesta.
De les múltiples reunions i conferències s'han publicat diversos llibres dedicats a l'estudi de les relacions entre els microorganismes i els aliments i els seus efectes sobre els humans, i diferents protocols per a la seva detecció i tractament. (Vegeu Llibres publicats) 

### Estructura
La Comissió en l'actualitat es troba integrada per 19 membres de 14 països diferents: 8 membres de l'àmbit acadèmic, 5 d'organitzacions governamentals i 6 de l'àmbit industrial. A més del cos central, la ICMSF ha fundat subcomissions a certs llocs d'interés del globus que facilitessin la tasca de divulgació i donessin suport als diferents projectes duts a terme. Han existit fins a 5 subcomissions, de les quals només 2 segueixen en actiu. Trobem:
- Subcomissió Llatinoamericana
- Subcomissió Xinesa i del Nord-est Asiàtic
- Subcomissió del Sud-est Asiàtic (activa durant els anys 90 i en el perìode 2009-2015)
- Subcomissió de la regió dels Balcans-Danubi (activa durant els anys 90)
- Subcomissió de l'Orient Mitjà i el Nord d'Àfrica (activa durant els anys 90)[4]

## Aportacions
Les aportacions més importants de la ICMSF a la ciència de la higiene alimentària són:
- Ajudar a unificar els mètodes analítics d'aïllament i recompte de microorganismes en aliments per facilitar el comerç internacional.[2]
- La utilització d'estudis estadístics realitzats per biometristes experts que determinen amb una base numèrica i de forma objectiva l'estat en la que s'ha de trobar un aliment per a la seva comercialització. Aquest sistema inclou la quantitat especifíca de cada microorganisme que pot estar present en cada aliment basant-se en el seu nivell de perillositat per als consumidors.[2]
- Incentivar l'ús del Sistema d'Anàlisi de Riscs i Control de Punts Crítics (HACCP) en la indústria alimentària. Aquest sistema va ser creat inicialment per al seu ús a la NASA, però actualment és de gran importància en la higiene alimentaria, ja que permet mantenir la inocuitat microbiològica en tots els processos d'elaboració i transport d'un aliment.[2][3]

## Finançament
La ICMSF és l'encarregada de finançar les seves assemblees així com els diferents projectes que puguin realitzar els seus membres conjuntament. Per obtenir els fons necessaris per a dur a terme les seves activitats la comissió recorre a subvencions atorgades per grans organitzacions ja esmentades com la OMS, la IUBS i la IUMS, a més de diferents aportacions per part de diversos governs estatals i empreses dedicades a la indústria alimentària.
La majoria de les reunions solen ser subvencionades per institucions científiques públiques o ministeris de sanitat del país amfitrió, com per exemple el finançament de la XXVIII Conferència General de la comissió a Lleó, Espanya, el 1994 per part del Ministeri de Sanitat i Consum, així com l'avantprojecte de la revisió d'Ecologia Microbiana dels Aliments, Volum 2. També cal recalcar l'ajut de diferents governs per a la redacció dels diferents volums publicats per la comissió, com el del govern de Canadà per a preparar una nova edició de Microorganismes dels aliments 2, que també contribueixen a que la ICMSF es pugui autofinançar.

## Llibres publicats
- Microorganisms in Foods 1: Their Significance and Methods of Enumeration.
- Microorganisms in Foods 2: Sampling for Microbiological Analysis: Principles and Specific Applications.
- Microorganisms in Foods 3: Microbial Ecology of Foods.
- Microorganisms in Foods 4: Application of the Hazard Analysis Critical Control Point (HACCP) System to Ensure Microbiological Safety and Quality.
- Microorganisms in Foods 5: Characteristics of Microbial Pathogens.
- Microorganisms in Foods 6: Microbial Ecology of Food Commodities.
- Microorganisms in Foods 7: Microbiological Testing in Food Safety Management.
- Microorganisms in Foods 8: Use of Data for Assessing Process Control and Product Acceptance.

## Articles publicats
- ICMSF (2014) Usefulness of Testing for Clostridium botulinum in Powdered Infant Formula and Dairy-based Ingredients for Infant Formula.
- ICMSF (2010) Validation of control measures in a food chain using the FSO concept.
- ICMSF (2009) “Relating Microbiological Criteria to Food Safety Objectives and Performance Objectives“.
- ICMSF (2006) Use of epidemiologic data to measure the impact of food safety control programs.
- ICMSF (2005) A simplified guide to understanding and using food safety objectives and performance objectives.
- ICMSF (1998) Principles for the establishment of microbiological food safety objectives and related control measures.
- ICMSF (1986) Prevention and control of foodborne salmonellosis through application of the hazard analysis critical control point system.[4]

## Membres

### Membres fundadors
- Frank Bryan
- R. Buttiaux
- C. Cominazzini
- C. E. Dolman
- R. Paul Elliott
- Mildred Galton
- H. E. Goresline
- Betty C. Hobbs
- M. Ingram
- Keith Lewis
- Holger Lundbeck
- David A.A. Mossel
- G. G. Slocum[4]